# Kirkenes IF
Kirkenes IF is een Noorse voetbalclub uit Kirkenes in de provincie Finnmark in het uiterste noordoosten van het land, nabij de grens met Rusland. KIF werd in 1908 opgericht en speelt in 2024 in de 3. divisjon, de vierde klasse.